# Злочинна сім'я
Злочинна сім'я — підрозділ синдикату організованої злочинності, зокрема в американській та сицилійській мафії, який часто діє на певній території. По суті, сім'я (або клан) — це злочинна банда, яка діє на унітарній основі або як група менших банд (бригади, фракції, команди). В свою чергу, сім'я може бути єдиним «підприємством» або частиною більшого синдикату чи картеля.

## Походження
Термін походить від Сицилійської мафії. В сицилійській мові для позначення клану також використовується слово cosca, яке означає вінок колючих, поруч складених листків на таких рослинах як артишок або чортополох, які символізують тісний зв'язок між мафіозі. При зародженні мафії окремі незалежні групи бандитів організовувались в асоціації, які з часом стали організованішими та прийняли термін, заснований на основі двох значень. Оскільки мафія була імпортована до США в кінці XIX століття, англійський переклад слова cosca почав означати щось ближче до клану або сім'ї.
Термін може дещо спантеличувати, особливо в масовій культурі та Голлівуді, тому що в справжньому сенсі злочинні сім'ї не обов'язково є кровними сім'ями, які залучені в злочинну діяльність. На Сицилії та в США боси мафії не є родичами своїх попередників. Такі фільми як «Хрещений батько» та «Принцеса мафії» підкреслюють цю плутанину.
Далі можна припустити, що мафія просто певною мірою наслідувала більш середньовічний порядок, в якому шляхетна родина в більшій чи меншій мірі слугувала б владою в місцевому селі, у вигляді перевернутої культури асьєнди.
Проте вважається, що калабрійська Ндрангета організована за родинними зв'язками, з підрозділами під назвою ндріне (еквівалент «сім'ї»).
Тим не менше, термін прижився в масовій культурі та в правоохоронних органах і почав використовуватися для опису не тільки підрозділів сицилійських гангстерів, але й злочинних організацій з інших частин Італії (Ндрангета, неаполітанська Каморра, апулійська Сакра Корона Уніта тощо). Термін «сім'я» набув містичного забарвлення в кінці 1990-х років, коли уряд почав репресії проти мафії й більшість лідерів Каморри були засуджені до ув'язнення. Тоді контроль над організацією тимчасово взяли дружини, дівчата, дочки та матері ув'язнених лідерів, а сам феномен був пізніше названий як «хрещені матері Каморри».
Деколи термін використовується, щоб описати підрозділи злочинних синдикатів не італійського походження, серед яких Ірландська мафія, японська Якудза, китайська Тріада, Індійська мафія, колумбійські та мексиканські наркокартелі, Чеченська мафія, Російська мафія та інші організації зі Східної Європи.